# Chalchiteco
Chalchiteco, indijanski narod iz Gvatemale, naseljen u Huehuetenangu (prije Chalchitán), u susjedstvu Aguacateca, zbog čega je možda i njihov jezik dugo smatran dijalektom aguakatekskog jezika.
Tijekom prvih desetljeća neovisnosti, Aguacateci i Chalchiteci bili su dva posebna naroda, sve dok Chalchitán nije u veljači 1881. aneksiran od suparničkog Aguacatána. Chalchiteci nisu na to nikad pristali a ranih 1990.-tih godina počeli su zahtijevati priznanje, a od 1998. i priznanje svoga jezika, koji bi trebao biti priznat ustavom.